# Kovačevci (Federacja Bośni i Hercegowiny)
Kovačevci – wieś w Bośni i Hercegowinie, w Federacji Bośni i Hercegowiny, w kantonie dziesiątym, w gminie Glamoč. W 2013 roku liczyła 203 mieszkańców, z czego większość stanowili Boszniacy.